# Chambon (Sèvre)
Der Chambon ist ein Fluss in Frankreich, der im Département Deux-Sèvres in der Region Nouvelle-Aquitaine verläuft. Er entspringt unter dem Namen Ruisseau de la Touche im nordwestlichen Gemeindegebiet von Verruyes, entwässert mit einem Bogen über Ost generell in südlicher Richtung und mündet nach rund 36 Kilometern im Gemeindegebiet von François als rechter Nebenfluss in einen Seitenarm der Sèvre Niortaise. Der Chambon quert im Quellbereich die Bahnstrecke Chartres–Bordeaux und wird an der Barrage de la Touche Poupard zu einem See aufgestaut.

## Orte am Fluss
(Reihenfolge in Fließrichtung)
- Pressigny, Gemeinde Verruyes
- La Millancherie, Gemeinde Verruyes
- Saint-Lin
- Clavé
- Lachereau, Gemeinde Exireuil
- La Touche Poupard, Gemeinde Saint-Georges-de-Noisné
- Saivres
- Fonvérine, Gemeinde Azay-le-Brûlé
- Boisragon, Gemeinde La Crèche
- Le Breuil, Gemeinde François
- François

## Sehenswürdigkeiten
- Alte Steinbrücke über den Fluss bei Valette, Gemeinde Azay-le-Brûlé[4]

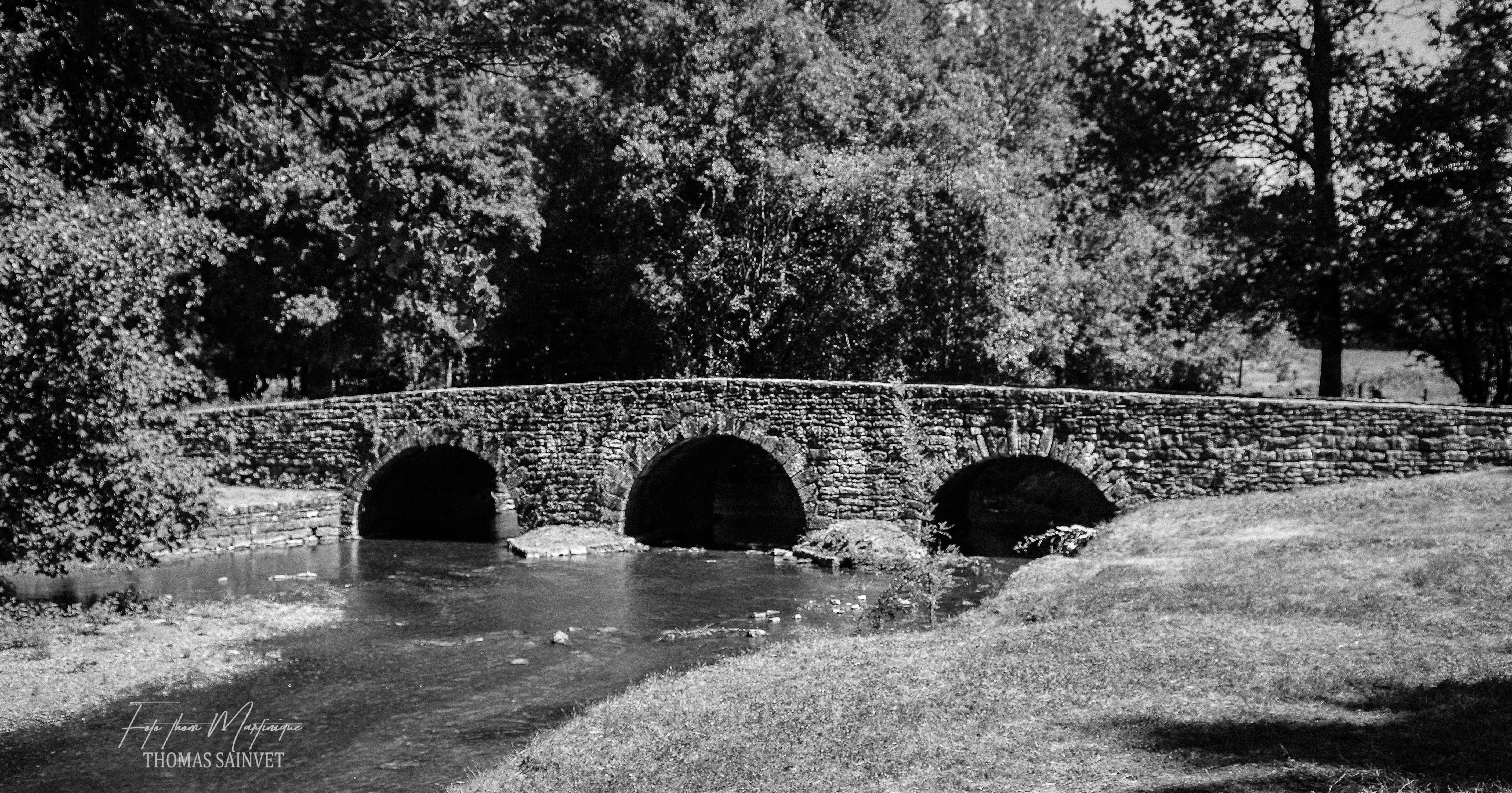
Steinbrücke über den Chambon